# Cullen Landis
Cullen Landis (né James Cullen Landis le 9 juillet 1895 à Nashville et mort le 26 août 1975 à Bloomfield Hills) est un réalisateur et acteur américain dont la carrière commença au début du cinéma muet.

## Biographie
Cullen Landis fit son apparition dans l'industrie naissante du cinéma en même temps que sa sœur, l'actrice Margaret Landis.
En 1928, il tourna dans Lights of New York, premier film entièrement parlant de l'histoire du cinéma (Le Chanteur de jazz était un film muet où étaient insérés des numéros parlants et chantants). Il aurait confié un jour à un ami que les films parlants étaient parfaits pour les comédies musicales, et qu'il n'était ni un chanteur ni un danseur. Il partit donc en 1930 à Detroit produire et diriger des films pour des constructeurs d'automobiles.
Durant la Seconde Guerre mondiale, Cullen Landis servit comme capitaine dans l'United States Army Signal Corps et produisit des films dans le Pacifique sud. À la fin de la guerre, il avait été décoré deux fois et promu major. Il fit en suite des films pour le Département d'État des États-Unis, ce qui l'emmena aux quatre coins du monde.
Il mourut le 26 août 1975 trois mois après sa femme.

## Filmographie partielle

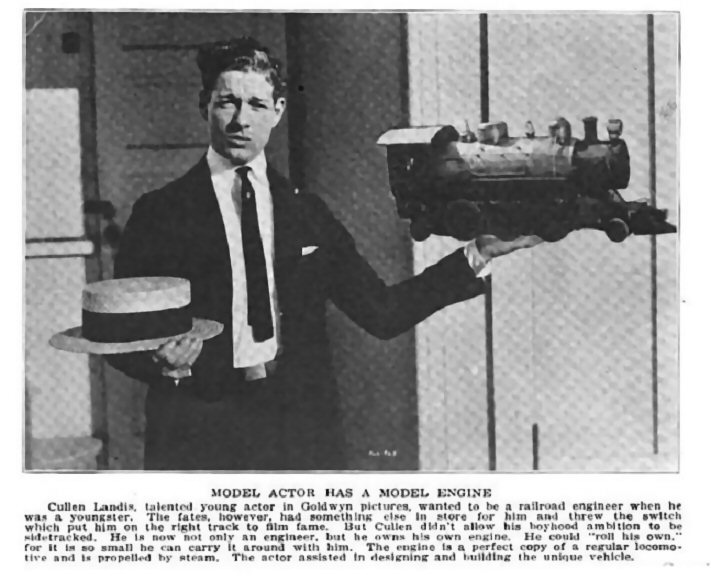
Cullen Landis dans le The Santa Fe magazine, Volume 15, page 48, 1920. Il avait rêvé dans sa jeunesse d'être un ingénieur ferroviaire.

- 1917 : The Mainspring de Henry King
- 1919 : Almost a Husband de Clarence G. Badger
- 1919 : Where the West Begins de Henry King
- 1919 : Le Proscrit (The Outcasts of Poker Flat) de John Ford
- 1919 : Jinx de Victor Schertzinger
- 1920 : It's a Great Life de E. Mason Hopper
- 1921 : The Infamous Miss Revell de Dallas M. Fitzgerald
- 1921 : Le Prince des Ténèbres (Voices of the City) de Wallace Worsley
- 1922 : Love in the Dark de Harry Beaumont
- 1922 : Le Crime de Roger Sanders (Watch Your Step) de William Beaudine
- 1923 : The Fog de Paul Powell
- 1923 : La Bonne Étoile (The Man Life Passed By) de Victor Schertzinger
- 1923 : L'Âme de la bête (Soul of the Beast) de John Griffith Wray
- 1922 : Un père (Remembrance) de Rupert Hughes : Seth Smith
- 1924 : Born Rich de William Nigh
- 1924 : A Girl of the Limberlost de James Leo Meehan
- 1924 : Le Capitaine Blake (The Fighting Coward) de James Cruze
- 1926 : The Dixie Flyer de Charles J. Hunt
- 1928 : Lights of New York de Bryan Foy
- 1928 : The Little Wild Girl de Frank S. Mattison

## Source
- (en) Cet article est partiellement ou en totalité issu de l’article de Wikipédia en anglais intitulé « Cullen Landis » (voir la liste des auteurs).